# ネバダ州会議事堂

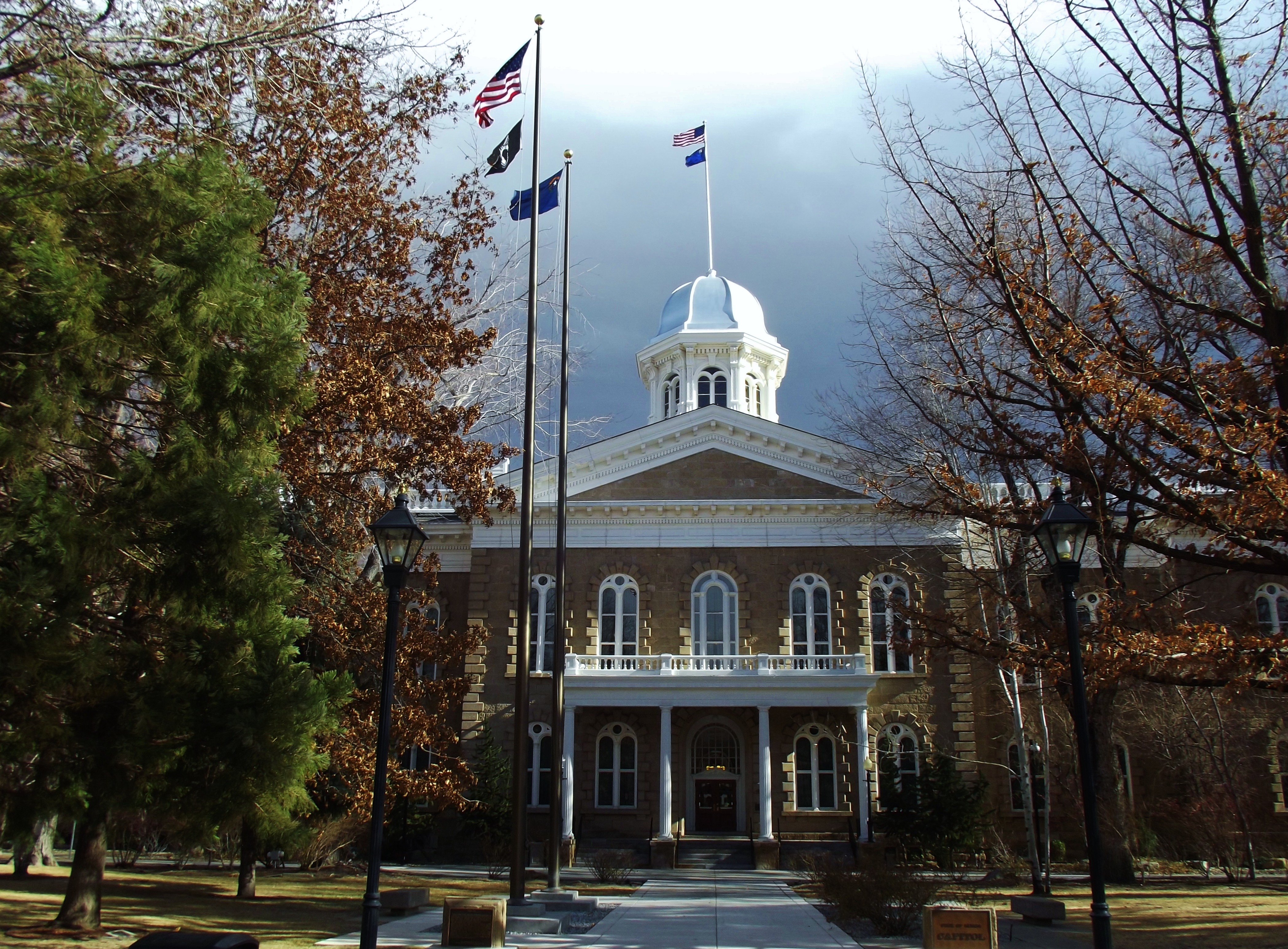
ネバダ州会議事堂

ネバダ州会議事堂（Nevada State Capitol）は、アメリカ合衆国ネバダ州の州都カーソンシティに立地する議事堂。1869-71年にかけて建設された新古典主義イタリアネット様式の庁舎である。当初は州の立法・行政・司法機関がすべてこの庁舎内に置かれていたが、1937年にネバダ州最高裁判所が東に隣接する庁舎に移転し、1971年にはネバダ州議会が南隣のネバダ州立法府に移転したため、現在では州知事室のみが置かれ、また2階は歴史的事物を展示する博物館となっている。また、この庁舎の東隣（最高裁判所庁舎の北隣）にはネバダ州立図書館が、北隣にはカーソンシティ市庁舎がそれぞれ立地している。ネバダ州会議事堂は1975年に国家歴史登録財に登録された。

## 建設

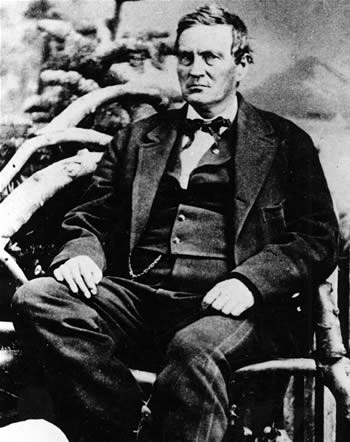
エイブラハム・カリー

カーソンシティを創設したエイブラハム・カリーは、将来の州会議事堂用地として、市の中心部に4ブロック相当（10エーカー/4,047m2）の土地を確保していた。議事堂の建設時、この土地はすべからくして「広場」となっており、議事堂用地として使われることになった。
マーク・トウェインがその著書「西部放浪記」に記したように、1861年当時、この議事堂用地は「広く、囲われておらず、一様に空いており、自由の竿が立ち、公開オークションや馬の売買、大衆の会合、御者の野営の場として有用」な土地であった。
1869年、ネバダ州議会は州会議事堂建設法案を可決し、当時の州知事ヘンリー・G・ブレスデルが調印した。議事堂建設の入札額は84,000ドルから160,000ドルにおよび、議事堂委員会はその最安値を入札した、地元カーソンシティのピーター・カバナフ・アンド・サンズに発注した。1869年の法案では、特別税による税収、および公有地の売却益を財源とする、100,000ドルの予算が承認されていた。建設費削減のために、庁舎の建材となるライムストーンについては、カーソンシティ郊外に立地するネバダ州刑務所の採石場から無料で入手するという方策が採られた。にもかかわらず、最終的な建設費は170,000ドルにのぼり、入札時の最高値をも上回る結果となった。
議事堂は1870年6月9日に定礎した。堅いサンドストーン造の礎石の中には、タイムカプセルとして真鍮の箱が入れられた。このタイムカプセルは1979-81年の改築の際に発見され、礎石の置かれた場所（もとの庁舎の北東端）に戻された。
1871年初、まだ建設中であったこの庁舎で第4階州議会が開かれた。庁舎は同年5月1日に完成した。建築家が当初描いた図面のいくつかは、州のアーカイブに保存されている。

## 建築

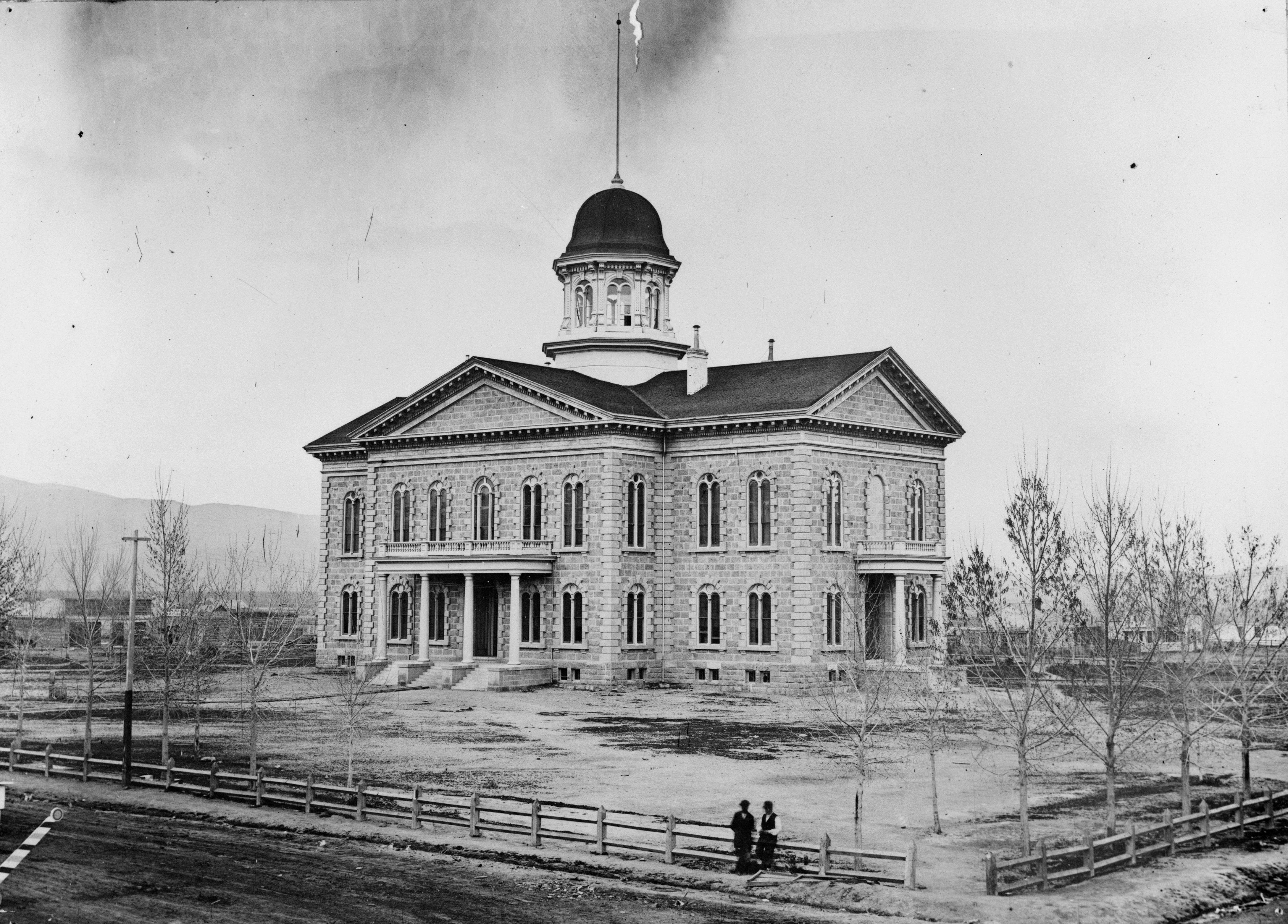
ネバダ州会議事堂（1875年）

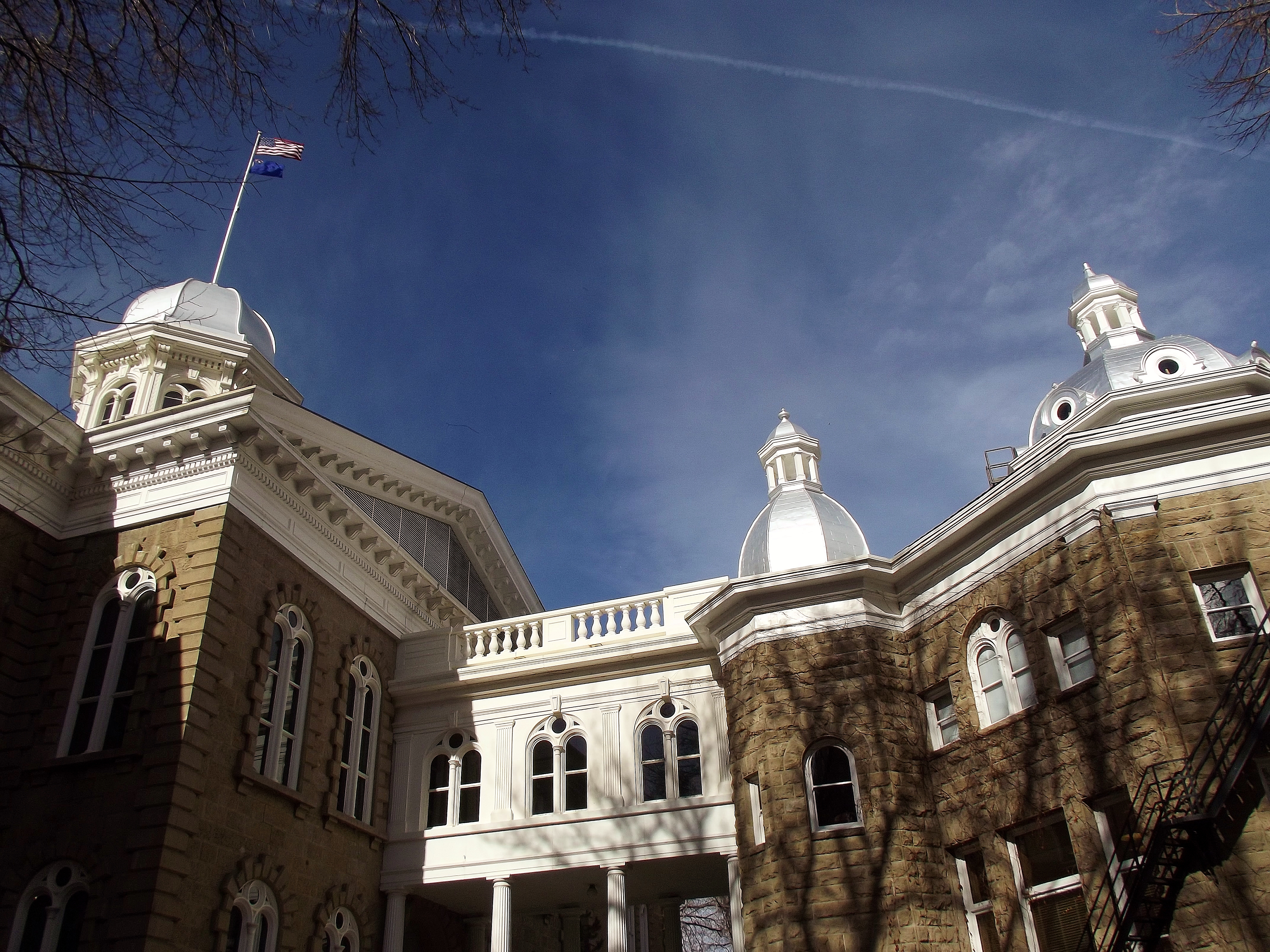
八角形の別館

庁舎は当初十字形をしており、中央は幅76フィート（23.2m）、奥行85フィート（25.9m）であった。また、庁舎は南北2つのウィングを有し、それぞれ幅35フィート（10.7m）、奥行52フィート（15.8）であった。窓ガラス、およびドア上部のガラスはいずれも26オンス（737.1g）のフレンチクリスタルでできている。床板および羽目板はアラスカ産大理石が用いられた。この大理石はサンフランシスコの港まで20米トン（18,144kg）のブロック単位で運ばれた後、同市で加工・研磨されて、カーソンシティのこの庁舎に用いられたものであった。
1階は本庁舎と両ウィングが中央廊下で結ばれ、そのいずれにも主要な事務所が置かれていた。各ウィングの2階にはネバダ州議会の上下両院の議場がそれぞれ置かれていた。キューポラを持つ八角形のドームは、2階への採光を可能にしていた。1906年、州立図書館を置くために、庁舎後方（東側）に八角形の別館が増築された。
20世紀初頭、州議会の規模が拡大し、庁舎に収まりきれなくなったため、南北ウィングのさらに南および北にそれぞれウィング別館が増築された。このウィング別館の設計には地元ネバダ州出身の建築家フレデリック・デロングチャンプスがあたり、建材にはもとの庁舎と同じ採石場から産出したライムストーンが用いられた。ウィング別館は1915年の州議会会期中に完成した。このウィング別館の完成により、庁舎内にはより多くの事務所を置けるようになり、上下両院の議場も広がった。